# Nabel-Purpurtang

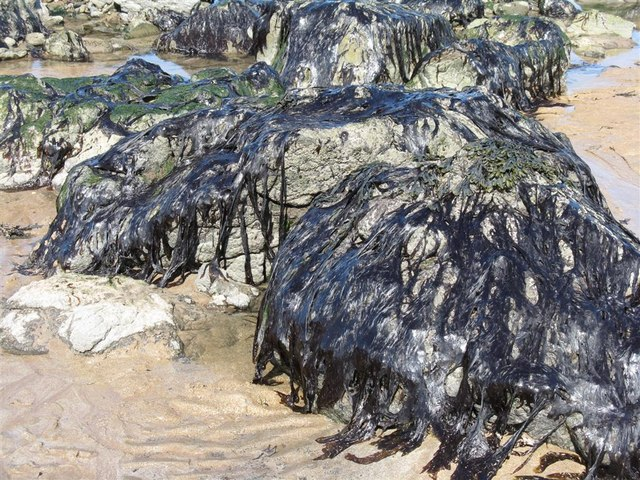
Porphyra umbilicalis auf Felsen in der Gezeitenzone

Der Nabel-Purpurtang (Porphyra umbilicalis), auch bekannt als Purpurtang, Hauttang oder Nabel-Hauttang, ist eine Art der Rotalgen. Sie ist an den Meeresküsten, insbesondere im Nord-Atlantik, verbreitet und kommt auch in der Nordsee vor. Sie wird in der Kosmetikindustrie und als Nahrungsmittel genutzt.

## Beschreibung
Der Nabel-Purpurtang besitzt einen Thallus von 10 bis 20 cm Länge, der je nach Jahreszeit und Standort violettrot, rotbraun, grünlich-violett, oliv oder bräunlich gefärbt ist. Er bildet einen wellig-faltigen Lappen mit glatter, gallertartiger Oberfläche. Das anfangs basale Haftorgan gerät bei älteren Exemplaren durch fächerförmige Umwachsungen immer mehr in die Mitte des Lappens und bildet dort einen „Nabel“. Der Rand des Thallus kann auch in einzelne Lappen aufgeteilt sein. Die Thallusfläche besteht aus nur einer Zellschicht.
Bei Ebbe hängen die Thalli von ihrer Unterlage herab, sind aber zu derb, um sich völlig daran anzuschmiegen, und trocknen unten zu harten Zöpfen ein. Oft ähneln sie den Resten von dunkler Plastikfolie.

## Entwicklungszyklus
Der Thalluslappen des Nabel-Purpurtangs ist der Gametophyt. Die männlichen und weiblichen Gameten werden meist auf verschiedenen Exemplaren am Rand des Thallus gebildet. Pakete von jeweils 128 männlichen Gameten entstehen in gelblich-weißen Bereichen (je 4 mal 4 Zellen in 8 Schichten). Die weiblichen Gameten teilen sich nach der Befruchtung mehrfach und bilden dunkelrote Pakete von 16 Zygotosporen (je 2 mal 4 Zellen in 2 Schichten). Diese Sporen werden freigesetzt und keimen zu mikroskopisch kleinen, verzweigten Zellfäden aus, welche Conchocelis-Stadium genannt werden. Die Conchocelis-Zellfäden siedeln sich auf den Kalkschalen von Muscheln oder Seepocken an und verankern sich darin. An dickeren Seitenästen werden Sporen (Conchosporen) gebildet, aus denen wieder die flächigen Porphyra-Thalli heranwachsen. Gelegentlich erfolgt auch eine vegetative Vermehrung durch neutrale Sporen, die ohne Befruchtung neue Thalluslappen bilden.

## Vorkommen
Der Nabel-Purpurtang ist an den Meeresküsten weit verbreitet: er wird im Atlantik (Nord-, Nordost-, Nordwest-, Südwest-Atlantik), Mittelmeer, Indischen Ozean, Karibik, Nordwest- und Nordost-Pazifik, Antarktis und vor Australien gefunden. Sein Schwerpunkt liegt im Nord-Atlantik, möglicherweise handelt es sich bei den weltweiten Vorkommen um einen Komplex von mehreren Arten.
An den europäischen Küsten ist der Nabel-Purpurtang die häufigste Porphyra-Art. In der Deutschen Bucht kommt er bei Helgoland sowie im Nord- und Ostfriesischen Wattenmeer vor.
Er besiedelt die Gezeitenzone bis zur Hochwasserlinie. Man findet ihn das ganze Jahr über an Hafenmauern, Wellenbrechern und Bojen zusammen mit Prasiola stipitata und Blidingia minima, im Sommer auch im Felswatt zwischen Blasentang (Fucus vesiculosus) und Sägetang (Fucus serratus). Oft wächst er auch auf Muscheln. Er bevorzugt wellenexponierte Küsten und erträgt auch längere Austrocknung.
An den Nordseeküsten kommen die sehr ähnlichen Arten Porphyra laciniata, Porphyra linearis, Porphyra ochotensis, Porphyra purpurea und Pyropia leucosticta vor, von denen Porphyra umbilicalis teilweise nur durch mikroskopische Untersuchung sicher zu unterscheiden ist.

## Systematik
Die wissenschaftliche Erstbeschreibung erfolgte 1843 durch Friedrich Traugott Kützing. Diese wird seit 2008 nicht länger als eine Neukombination von Carl von Linnés Ulva umbilicalis betrachtet, sondern als gültige Erstbeschreibung.
Synonyme sind Porphyra insolita P.Kornmann & P.-H.Sahling, Porphyra umbilicalis (L.) J.Agardh, Porphyra umbilicalis f. epiphytica F.S.Collins, Porphyra umbilicalis var. vulgaris Ruprecht, Ulva umbilicalis L., Wildemania laciniata (Lightfoot) DeToni und Wildemania laciniata var. umbilicalis (L.) Malard ex Chalon.

## Nutzung

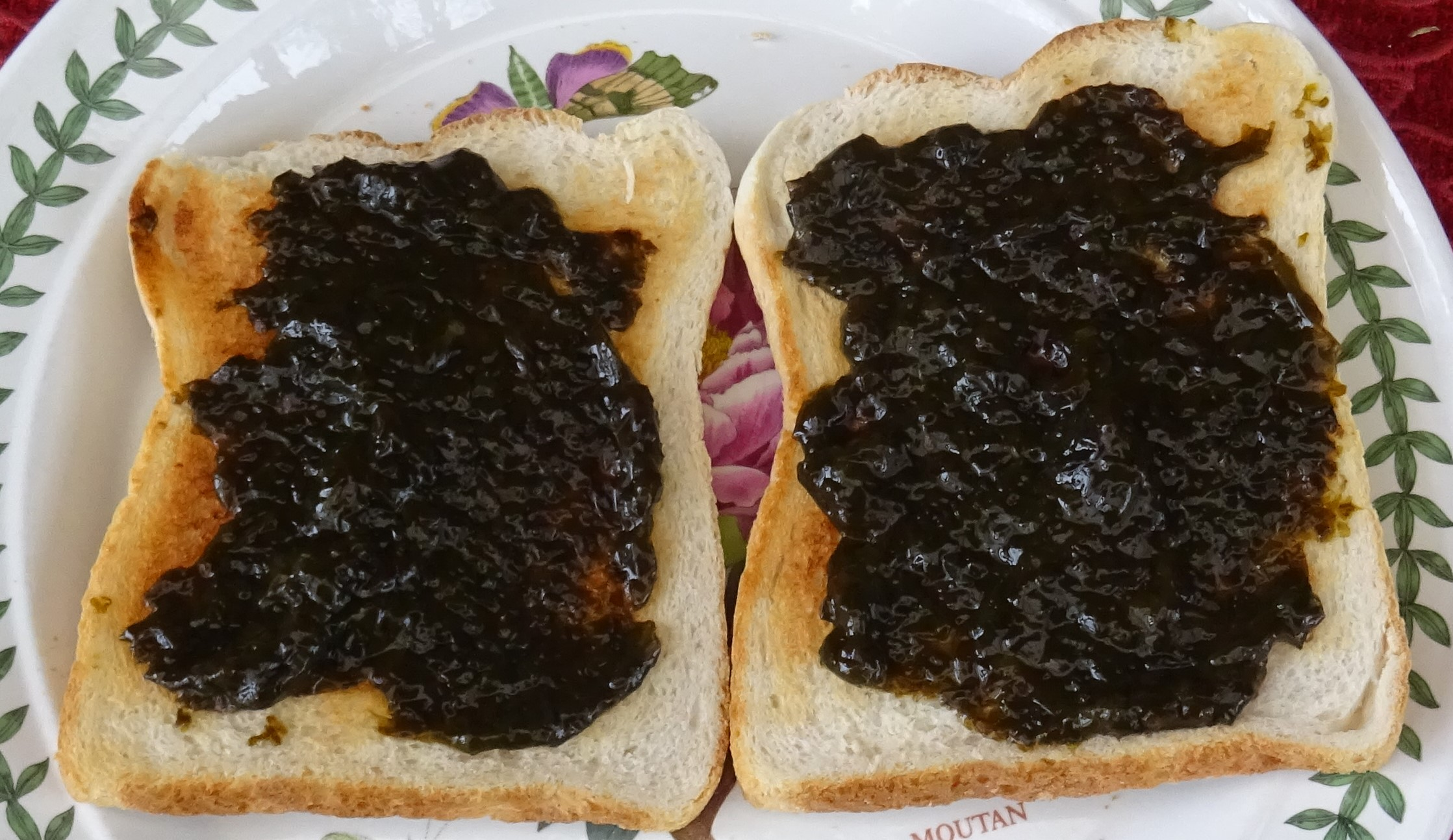
Laverbread auf Toast

Der Nabel-Purpurtang wird – zusammen mit anderen Porphyra-Arten – in Großbritannien und Irland „laver“ genannt und traditionell als Lebensmittel genutzt. In Wales bildet er den Hauptbestandteil  einer Algenpaste aus gekochter und zerkleinerter Porphyra, die meist auf Toast gegessen, aber auch mit Hafermehl paniert und frittiert verzehrt wird und als "Welsh Laverbread" eine Spezialität mit geschützter Ursprungsbezeichnung ist. Er dient auch als Ersatz für Nori, beispielsweise in Snackmischungen. Auch als Zusatz für Haustierfutter wird er eingesetzt. Purpurtang enthält viel Protein, die Vitamine A, C, E und B, Mineralstoffe und mehrfach ungesättigte Omega-3-Fettsäuren.
Eine wichtige wirtschaftliche Bedeutung hat die Nutzung von Purpurtang in der Kosmetikindustrie: Seine Inhaltsstoffe werden in Europa und den USA als natürlicher UV-Strahlenschutz in Sonnencremes, gegen lichtbedingte Hautalterung sowie zur Hautpflege vermarktet. Geerntet wird Purpurtang in Frankreich, Großbritannien und Irland, Kanada und den nordöstlichen USA. Mit Scheren oder Messern werden die Algen vorsichtig von ihren Haftorganen abgeschnitten.